# 周豪傑
周豪傑（Jas Johal，1969/70年—），加拿大政治和傳媒人物，2017年-20年間以卑詩自由黨黨員身份擔任卑詩省議會列治文—昆士堡選區議員，並曾於2017年6月至7月間短暫任職卑詩省科技、創新及公民服務廳長。從政前後他曾出任電視記者和廣播電台主持人。

## 早年生活及事業
周豪傑於印度旁遮普邦賈朗達爾出生，兩歲時隨家人遷居加拿大卑詩省。他在該省內陸的威廉斯湖市長大，後則改居大溫哥華地區。他從卑詩理工學院取得通訊文憑，1991年加入溫哥華的CKNW電台，展開其廣播生涯。他於1994年轉職溫哥華的CTV電視網分台BCTV（現為環球電視卑詩省分台），逐漸晉升為該台資深記者。
2005年他改任環球電視全國新聞部的卑詩特派員，2008年則成為環球新聞駐亞洲記者，曾派駐北京和新德里，並曾採訪2011年埃及革命和第一次利比亞內戰等事件。他於2014年離開環球電視，改到卑詩液化天然氣聯盟出任通訊總監至2016年。

## 從政
周豪傑獲卑詩自由黨羅致，於2017年5月省選中代表該黨競逐新成立的列治文—昆士堡選區省議會議席。他於該次省選僅以134票之差險勝新民主黨候選人辛歐曼，當選該區省議員。自由黨贏取省議會87個議席中的43席，無法繼續以多數政府姿態執政。在此懸峙議會局面下，省長簡蕙芝於同年6月組閣，委派周豪傑出任科技、創新及公民服務廳長。
持有41席的新民主黨與持有3席的綠黨達成合作協議，並於2017年6月29日在省議會向自由黨政府提出不信任動議。動議以44-42票通過，自由黨遂失去執政權，周豪傑的廳長任期亦隨著新民主黨少數政府於同年7月就任而終結。他隨後在該屆省議會出任官方反對黨的經濟發展、競爭力、貿易及科技評議員。
他於2020年省選中再度與辛歐曼對壘，這次則敗予辛歐曼。他落選後於2021年8月返回CKNW電台，出任《周豪傑秀》主持。

## 外部連結
- （英文）卑詩省議會網站 周豪傑議員簡介 （页面存档备份，存于）